# 西藏全國民主黨
西藏全國民主黨（藏語：བོད་ཀྱི་རྒྱལ་ཡོངས་རྒྱལ་ཡོངས་མང་གཙོ་ཚོགས་པ།）是藏人行政中央中的第一大政黨。該黨的總部位於印度的達蘭薩拉。
早在1990年，十四世達賴喇嘛與西藏青年大會會面時提出了建立政黨的構想。西藏青年大會依此計劃成立政黨。1994年9月2日，西藏全國民主黨成立，這也是西藏流亡政府中的第一個政黨。Karma Chophel被選舉為第一任黨主席，此外還有十位人士當選執行委員。
根據該黨的說法，其目標是在未來的西藏準備建立各政黨以推動民主進程，教育藏人政黨的意義，並使人們在西藏問題中產生覺悟。
2008年，該黨在印度一個偏遠地區的藏人聚居地召開研討會，當地的藏人社群被教育了民主價值觀。在第五屆國民大會上，該黨撥款給各大學的西藏政治科學學生作為支持經費。

## 外部連結
- 西藏全國民主黨官方網站